# Tricholathys serrata
Espèce
Tricholathys serrata est une espèce d'araignées aranéomorphes de la famille des Argyronetidae.

## Distribution
Cette espèce est endémique du Tibet en Chine,. Elle se rencontre dans le xian de Gêrzê.

## Description
Le mâle holotype mesure 4,04 mm et la femelle paratype 5,45 mm, les femelles mesurent de 4,86 à 5,45 mm.

## Systématique et taxinomie
Cette espèce a été décrite par Wang, Peng et Zhang en 2023.

## Publication originale
- Wang, Peng & Zhang, 2023 : « The first record of Tricholathys Chamberlin & Ivie, 1935 (Araneae, Dictynidae) from China, with a new combination and descriptions of seven new species. » ZooKeys, vol. 1185, p. 255-267.